# Réserve naturelle de Solbergtjern
Solbergtjern (5,1 hectare) est un étang situé à environ un kilomètre à l'ouest de Tyristrand dans la commune de Ringerike, et sur le côté ouest de Tyrifjorden. Le lac est étroitement entouré par des terres agricoles de chaque côtés, et est abritée par une étroite bordure.

## Réserve naturelle de Solbergtjern
La réserve naturelle de Solbergtjern (4,8 hectares dont 1,1 de terre) a été créée par résolution royale le 22 juin 2018, conformément à la loi du 19 juin 2009 sur la gestion de la biodiversité de la nature et sous l'égide du ministère de l'Écologie et du Climat. La zone de protection est incluse dans la zone de conservation des oiseaux de Tyrifjorden. Solbergtjern nature de la réserve est incluse dans le Tyrifjorden ørland système d'IBA.
Le lac a une riche faune d'oiseaux des zones humides, y compris des anseriformes. En outre, il y a plusieurs  espèces de poissons : tanche, perche et brochet . De plus, le lac est riche en végétation. La flore est dominée par  roseaux, carex, scirpe, calla des marais, ciguë, potentille des marais, rubanier d'eau, nénuphar jaune et potamot nageant. En outre on trouve également scirpe, petite lentille d'eau, gaillet des marais, douce-amère, prêle des eaux, lysimaque, cirse des marais, myrica gale, myrtille des marais, épilobe des marais, cardamine des prés, trèfle d'eau, peucédan des marais, laîche à fruit velu, pâturin des marais, viola epipsila, populage des marais et carex acuta.